# Undersökningskommission
Undersökningskommission är en nationell eller internationell offentligt tillsatt grupp, kommission, som ska utreda och analysera någon situation eller händelse.
FN tillsatte en undersökningskommission för att studera de mänskliga rättigheterna i Palestina under Gazakonflikten. Undersökningskommission avgav sin slutrapport i september 2009. I  rapporten anklagas Israel för att ha använt oproportionerligt mycket våld som medvetet riktades mot civila, medan islamiströrelsen Hamas kritiseras för raketbeskjutningen av Israel.
FN:s undersökningskommission för Khiam lämnade i september 2006 sin rapport till utrikesministeriet vid FN, som har hemligstämplat rapporten.
Enligt finsk lagstiftning kan en undersökningskommission tillsättas vid storolyckor.
I september 2008 sköt en 22-årig studerande vid en yrkeshögskola nio studerande från sin egen grupp, en lärare och slutligen sig själv i sin skola i Kauhajoki, Finland.
Den tillsatta undersökningskommission rekommenderade att tillgången på vapen skulle skärpas.

## Historik
Efter den så kallade Doggers bank-episoden 1904 tillsattes en undersökningskommission som utmynnade i att ryska regeringen utbetalade skadestånd.
En av president Herbert Hoover tillsatt undersökningskommission fann, att tortyr fortfarande utövades på sina håll i USA som en nästan regelbunden förhörsmetod.